# Natronorubrum
A Natronorubrum a Halobacteriaceae családba tartozó Archaea nem. Az archeák – ősbaktériumok – egysejtű, sejtmag nélküli prokarióta szervezetek.

### Tudományos folyóiratok
- Cui, Heng-Lin (2013). „Natronorubrum sulfidifaciens sp. nov., an extremely haloalkaliphilic archaeon isolated from Aiding salt lake in Xin-Jiang, China” 57 (Part 4), 738–740. o. DOI:10.1099/ijs.0.64651-0.
- (2010. augusztus 1.) „Natronorubrum sediminis sp. nov., an archaeon isolated from a saline lake”. IJSEM 60 (8), 1802–1806. o. DOI:10.1099/ijs.0.015602-0.
- Oren A (2000). „International Committee on Systematic Bacteriology Subcommittee on the taxonomy of Halobacteriaceae. Minutes of the meetings, 16 August 1999, Sydney, Australia”. Int. J. Syst. Evol. Microbiol. 50, 1405–1407. o. PMID 10843089.
- Xu Y, Zhou P (1999). „Characterization of two novel haloalkaliphilic archaea Natronorubrum bangense gen. nov., sp. nov. and Natronorubrum tibetense gen. nov., sp. nov”. Int. J. Syst. Bacteriol. 49 (1), 261–266. o. DOI:10.1099/00207713-49-1-261. PMID 10028271.

### Tudományos könyvek
- Gibbons, NE.szerk.: RE Buchanan and NE Gibbons, eds.: Family V. Halobacteriaceae fam. nov., Bergey's Manual of Determinative Bacteriology, 8th, Baltimore: The Williams & Wilkins Co. (1974. március 20.)

### Tudományos adatbázisok
- Natronorubrum PubMed hivatkozásai
- Natronorubrum PubMed Central hivatkozásai
- Natronorubrum Google Scholar hivatkozásai